# Nicolás Onetti
Nicolás Onetti (Azul, 11 de febrer de 1981) és un director de cinema, guionista i productor cinematogràfic argentí. Juntament amb el seu germà Luciano Onetti va codirigir les pel·lícules Los olvidados i Abrakadabra, i va dirigir en solitari els films Los olvidados: Cicatrices i The Last Boy on Earth. Sha exercit com a productor o productor associat en varietat de pel·lícules de terror a través de la companyia Black Mandala Films, la qual va cofundar amb Michael Kraetzer en 2017.

## Biografia

### Inicis
Onetti va néixer a Azul, Província de Buenos Aires l'11 de febrer de 1981.  Va iniciar la seva carrera com a productor cinematogràfic en Sonno profondo, film experimental dirigit pel seu germà Luciano i basat en el cinema giallo italià de la dècada de 1970. La pel·lícula va debutar en el Festival Internacional de Cinema de Sitges en 2013 i va tenir repercussió en altres festivals, aconseguint premis i nominacions. Segons Onetti, Sonno Profondo es va filmar amb una càmera Nikon D3100, i el seu cost de producció va ascendir als 4 000 dòlars.

### Primers treballs com a director
En 2015 va produir una nova pel·lícula del seu germà en el gènere giallo titulada Francesca, la qual també va participar en Sitges i en altres esdeveniments cinematogràfics. El 2017 va codirigir juntament amb el seu germà el llargmetratge Los olvidados, emmarcat en el gènere slasher. Aquest mateix any va cofundar amb Michael Kraetzer la companyia de producció cinematogràfica neozelandesa Black Mandala Films, amb la qual ha produït més de vint films de terror de varietat de països.
En 2019 va codirigir amb el seu germà Abrakadabra, la tercera part de la seva anomenada «trilogia giallo» juntament amb Sonno Profondo i Francesca. El mateix any va dirigir un segment de la pel·lícula d'antologia A Night of Horror: Nightmare Radio, i en 2020 va assumir la direcció creativa del film Asylum: Twisted Horror and Fantasy Tales. També en 2020 va codirigir juntament amb Guillermo Lockhart i Victor Català el llargmetratge El juego de las cien velas, protagonitzada per Amy Smart, Magdalena Bravi i Clara Kovacic.

### Dècada de 2020 i actualitat
En 2022 va dirigir la seva primera pel·lícula en solitari, una seqüela de Los olvidados titulada Los olvidados: Cicatrices, descrita per Emiliano Basile del portal Escribiendo Cine com «una pel·lícula que no lliura res que no s'hagi vist en el gènere i tampoc arriba als nivells d'impacte dels clàssics», però que «respecta amb perfecció tècnica el cànon del slasher quant a to i registre, i amb això li aconsegueix per a ser un digne exponent». Un any després es va estrenar en plataformes The Last Boy on Earth, el seu segon film en solitari; la pel·lícula havia tingut la seva estrena internacional en el Festival Internacional de Cinema de Canes de 2021, en la secció «Blood Window».

## Filmografia parcial
| Any  | Títol                                     | Rol                              | Notes                             |
| ---- | ----------------------------------------- | -------------------------------- | --------------------------------- |
| 2013 | Sonno Profondo                            | Productor                        |                                   |
| 2015 | Francesca                                 | Productor                        |                                   |
| 2017 | Los olvidados                             | Codirector i productor           |                                   |
| 2018 | Abrakadabra                               | Codirector i productor           |                                   |
| 2019 | A Night of Horror: Nightmare Radio        | Codirector i productor           | Un segment                        |
| 2020 | Mother                                    | Productor                        |                                   |
| 2020 | Asylum: Twisted Horror and Fantasy Tales  | Productor i director creatiu     | Un segment                        |
| 2020 | El juego de las cien velas                | Codirector i productor           |                                   |
| 2021 | The Devil's Tail                          | Productor                        |                                   |
| 2021 | Dark Web: Descent into Hell               | Productor                        |                                   |
| 2021 | La forma del bosque                       | Productor                        |                                   |
| 2022 | Dark Cloud                                | Productor                        |                                   |
| 2022 | Los olvidados: Cicatrices                 | Director i productor             |                                   |
| 2022 | The Red Book Ritual                       | Director creatiu                 |                                   |
| 2023 | Nightmare Radio: The Night Stalker        | Productor                        |                                   |
| 2023 | The Last Boy on Earth                     | Director i productor             |                                   |
| 2023 | The 100 Candles Game: The Last Possession | Productor                        |                                   |
| 2024 | 1978                                      | Director, compositor i guionista | Dirigida amb el seu germà Nicolás |